# Heller Tigerpython
Der Helle Tigerpython (Python molurus) ist eine Schlangenart aus der Familie der Pythons (Pythonidae) und wird dort in die Gattung der Eigentlichen Pythons (Python) gestellt. Er ist in großen Teilen der Tropen und der Subtropen Südasiens verbreitet. Dort bewohnt er viele bewaldete Habitate, die nicht allzu weit von Gewässern entfernt sind, und lebt gelegentlich auch am Rande menschlicher Siedlungen. 
Die Nahrung besteht je nach Größe der Pythons aus kleinen bis mittelgroßen, sehr selten auch großen Wirbeltieren bis hin zu halbwüchsigen Schweinshirschen und erwachsenen Leoparden. Tigerpythons sind wie alle Arten der Gattung Python eierlegend (ovipar) und gehören zu den Arten, bei denen die Weibchen die Bebrütungstemperatur durch Muskelzittern deutlich erhöhen können. Der Tigerpython wird aufgrund der Bestandsbedrohung durch direkte Verfolgung und Habitatzerstörung von der IUCN als „gefährdet“ („vulnerable“) eingestuft.

## Beschreibung

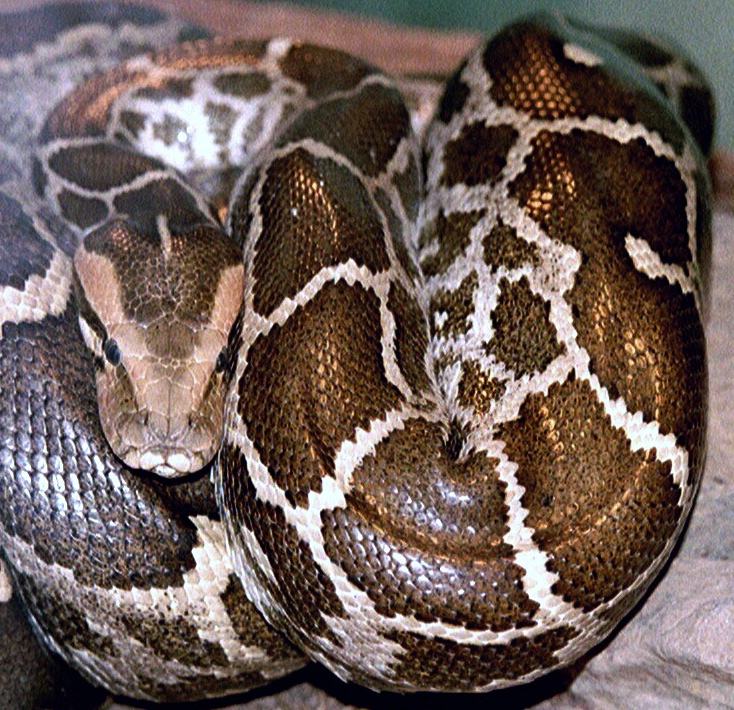
Festlandform des Hellen Tigerpythons (Python molurus)

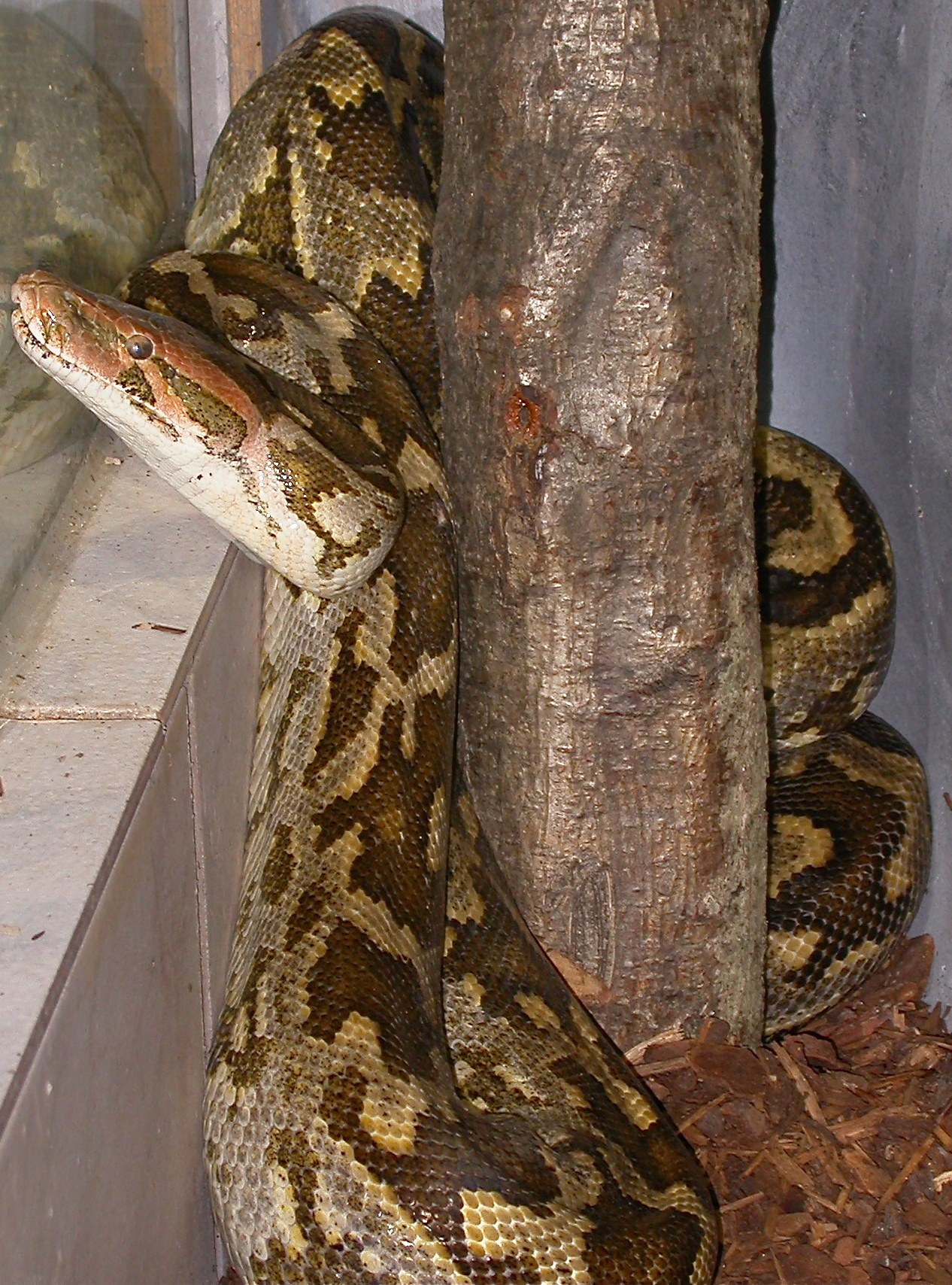
Heller Tigerpython von Sri Lanka (Python molurus)

### Körperbau und Erbgut
In Pakistan erreichen Helle Tigerpythons meist eine Gesamtlänge von 2,4 bis 3 Metern. In Indien werden Helle Tigerpythons durchschnittlich 3 Meter lang. Das bestätigt eine Studie im indischen Keoladeo-Nationalpark, wo im Jahr 1990 Helle Tigerpythons von über 1,5 Meter Gesamtlänge vermessen wurden. Von den 135 Individuen waren die größten 25 % 2,7 bis 3,3 Meter lang. Nur zwei Exemplare erreichten beinahe 3,6 Meter. Wegen zahlreicher Verwechslungen mit dem Dunklen Tigerpython in der Vergangenheit sind gesicherte Angaben zur maximalen Körperlänge für die Art aber kaum verfügbar. Ein sehr großes Exemplar ist aus Pakistan bekannt, es maß gesamthaft 4,6 Meter und wog 52 Kilogramm.
Juvenile Tiere sind recht schlank gebaut, adulte Tigerpythons haben jedoch einen sehr kräftigen Körper. Hinsichtlich Körperlänge und -gewicht ist ein deutlicher Geschlechtsdimorphismus vorhanden: Weibchen sind im Mittel erheblich größer und schwerer als Männchen. Der Kopf ist wuchtig, beinahe zweimal so lang wie breit und mäßig vom Hals abgesetzt. Die seitliche Anordnung der Augen ergibt ein Sehfeld von 135°. Der kräftige Greifschwanz macht bei Weibchen etwa 12 % und bei Männchen bis zu 14 % der Gesamtlänge aus. Aftersporne sind bei Männchen deutlich prominenter ausgebildet als bei Weibchen.
Das Erbgut besteht aus 36 diploiden Chromosomen (2n = 36) mit 16 Makrochromosomen und 20 Mikrochromosomen.

### Beschuppung

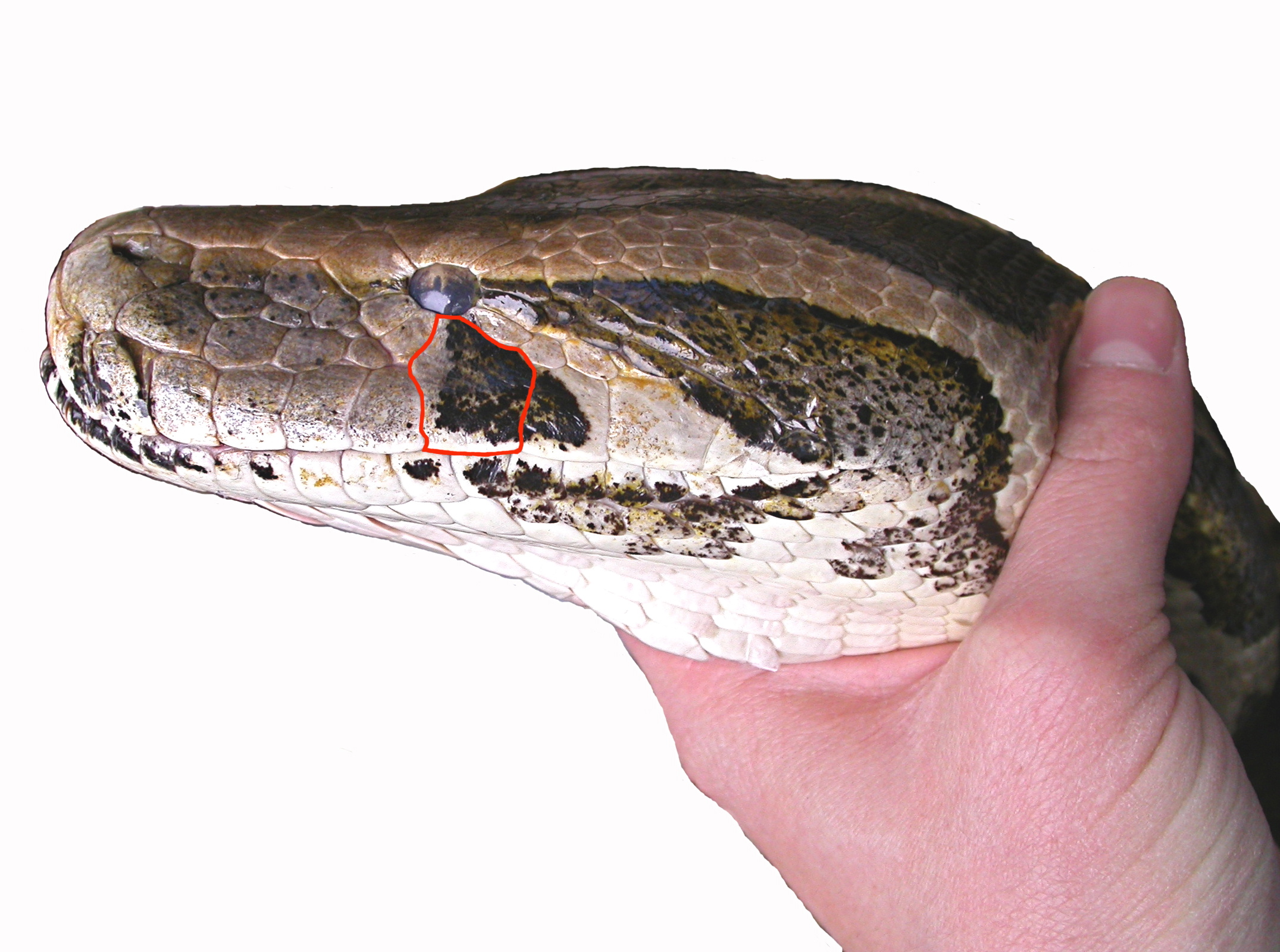
Porträt von Python molurus: ein Oberlippenschild erreicht das Auge

Die Nasenlöcher sind dorsal angeordnet und jeweils von einer großen nasalen Schuppe umgeben. Die Nasalia (Nasenschilde) sind voneinander durch ein Paar kleiner, aber deutlich erkennbarer Internasalia (Zwischennasenschilde) getrennt. An diese grenzen wiederum rechteckähnliche Präfrontalia (Vorstirnschilde) an. Ein zweites, viel kleineres Paar Präfrontalia, welches oftmals in mehrere kleine Schuppen geteilt ist, liegt zwischen den vorderen Präfrontalia und den sehr ähnlich geformten paarigen Frontalia (Stirnschilde). Über den Augen befindet sich ein großes Supraoculare (Überaugenschild). Das Rostrale (Schnauzenschild) hat, wie bei den meisten anderen Pythons, zwei tiefe Labialgruben.
An den Kopfseiten folgen den nasalen Schuppen Richtung Auge mehrere Lorealia (Zügelschilde), welche in Größe und Aussehen variieren. Normalerweise sind zwei Präocularia (Voraugenschilde) und drei bis vier Postocularia (Hinteraugenschilde) vorhanden. Die Subocularia (Unteraugenschilde) sind artspezifisch ausgebildet. Es gibt 11 bis 13 Supralabialia (Oberlippenschilde), von denen die ersten und zweiten tiefe Labialgruben tragen. Von den 16 bis 18 Infralabialia (Unterlippenschilde) besitzen mehrere vordere und hintere undeutliche Labialgruben. Der sechste oder siebte Oberlippenschild (Supralabiale) grenzt direkt an den Augenunterrand. Beim Dunklen Tigerpython ist das Auge durch eine vollständige Reihe Unteraugenschilde (Subocularia) von den Supralabialia getrennt.
Die Anzahl der Ventralia (Bauchschilde) variiert je nach Herkunft der Individuen zwischen 245 und 270, die Anzahl der dorsalen Schuppenreihen in der Körpermitte zwischen 58 und 73. Die Anzahl der paarigen Subcaudalia (Schwanzunterseitenschilde) beträgt 57 bis 83. Das Anale (Analschild) ist ungeteilt.

### Färbung
Die helle Grundfarbe des Tigerpythons wird zu den Flanken hin blasser. Über den Rücken ziehen 30 bis 38 große, oft rechteckförmig ausgebildete, dunkle Sattelflecken. Auf den Flanken verlaufen alternierend zur Rückenmusterung große dunkle Flecken, welche unterartspezifisch geformt sind. Die helle Bauchseite ist zum Schwanz hin dunkel gesprenkelt. Auf den Kopfseiten verläuft ein spitz zulaufendes, dunkles Band vom Auge Richtung Nase. Ein breiteres, schwarz umrandetes Band zieht vom Auge bis unter den Mundwinkel. Dieses schließt zusammen mit einem unterhalb des Auges liegenden keilförmigen dunklen Fleck ein weißes Areal ein. Von der Nase über die Augen bis zum Nacken verläuft ein pfeilspitzenförmiges braunes Muster mit einem hellen Punkt in der Mitte. Die Farbintensität der Pfeilzeichnung ist unterartspezifisch ausgeprägt.
Die Grundfarbe ist weißlich, hellgrau, gelblich oder beige und bei Jungtieren oftmals mit einem rosa Schimmer versehen. Tiere aus den Bergwäldern in West-Ghats, Assam und Sri Lanka sind generell dunkler gezeichnet als solche vom Dekkan-Plateau und der Ostküste Indiens. Die großen beige bis kastanienbraunen Sattelflecken werden von einer feinen dunklen Linie umrandet. Auf dem Festland sind die Sattelflecken meist etwa rechteckig ausgeprägt, während sie besonders bei Tieren von Sri Lanka oft eine unregelmäßige Form zeigen.
Die schmalen Flankenflecken sind rundlich, dreieckig bis rhombusartig und weisen oftmals einen hellen Kern auf. Die Bauchseite ist weißlich, gelblich oder leicht orange. Das pfeilspitzenförmige braune Muster auf der Kopfoberseite ist bei Jungtieren oft noch gut ausgeprägt, jedoch bei Erwachsenen typischerweise von der Nasenspitze zu den Augen hin verwaschen. Bei einigen Individuen verschwindet der Pfeil beinahe komplett und ist nur noch im Bereich des Hinterhauptes erkennbar. Herkunftsunabhängig kann die Kopfoberseite zusätzlich blassrosa gefärbt sein. Die Zunge ist rosa.

### Gebiss

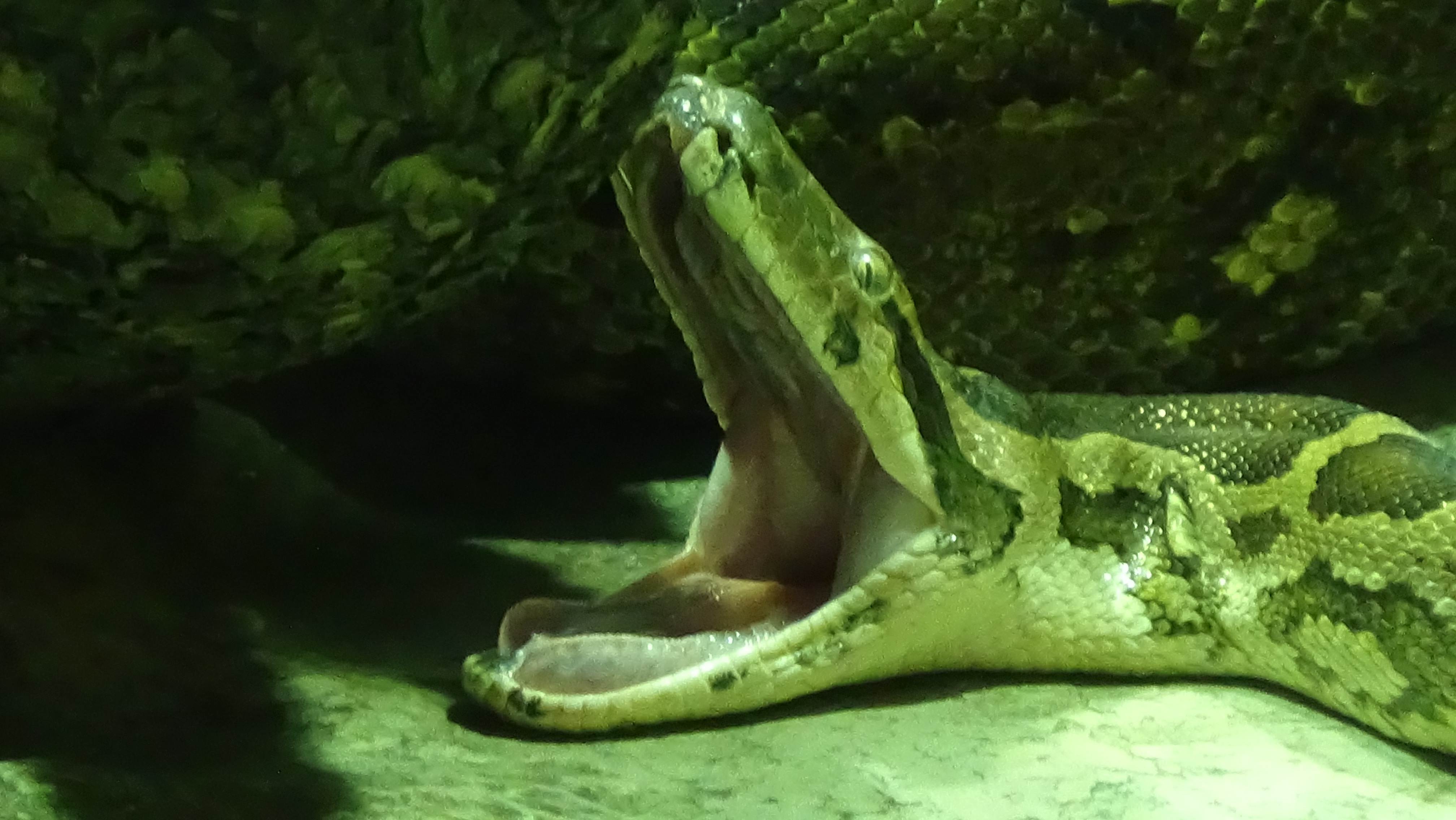
Tigerpython mit geöffnetem Maul

Die dünnen, länglichen Zähne sind durchgehend spitz und zum Rachen hin gebogen. Am vorderen Teil der oberen Mundhöhle befindet sich das Zwischenkieferbein mit vier kleinen Zähnen. Die Oberkieferknochen tragen jeweils 18 bis 19 Zähne. Hiervon sind der 2. bis 6. Zahn am größten und gleich lang. Zur Maulspitze und zum Rachen hin werden die übrigen Zähne stetig kleiner. Gegen die Mitte der oberen Mundhöhle liegen parallel zu den Oberkieferknochen vorne das Gaumenbein und weiter hinten das Flügelbein. Ersteres hat sechs Zähne, die der Länge derjenigen des vorderen Oberkieferknochenabschnittes entsprechen. Die 8 bis 10 Zähne auf dem Flügelbein sind so lang wie die des hinteren Oberkieferknochens. Die Unterkiefer tragen jeweils 16 bis 19 Zähne. Die Zähne 2 bis 8 sind die größten und etwa gleich lang. Zur Maulspitze und zum Rachen verlieren die übrigen Zähne an Größe.

## Systematik
Der wissenschaftliche Name des Hellen Tigerpythons wurde im Jahr 1758 durch Carl von Linné, den Begründer der binären Nomenklatur, in seiner Systema Naturae geprägt. Im Jahr 1820 beschrieb der deutsche Naturforscher Heinrich Kuhl eine weitere Riesenschlange, den Dunklen Tigerpython, die lange Zeit als Unterart von Python molurus angesehen wurde (Python molurus bivittatus). Über die innere Systematik der Tigerpythons wurde etwa 200 Jahre lang kontrovers diskutiert. Die Verbreitungsgebiete der beiden Formen überschneiden sich mit Sicherheit in Nordost-Indien, Nepal, West-Bhutan, Südwest-Bangladesch und eventuell auch in Nordwest-Burma. Bisherige Beobachtungen in Indien und Nepal zeigen, dass die beiden Arten bei sympatrischem Vorkommen entgegen früheren Annahmen verschiedene, teilweise sogar dieselben Habitate bewohnen und sich untereinander nicht verpaaren. Jacobs und Mitarbeiter schlugen deshalb im Jahr 2009 vor, den beiden Formen gestützt durch die zwei charakteristischen morphologischen Unterschiede in Kopfseitenbeschuppung und Kopfoberseitenmusterung jeweils Artstatus zu verleihen. Die Trennung in zwei Arten ist inzwischen auch in der Reptile Database, einer wissenschaftlichen Online-Datenbank zur Taxonomie der Reptilien, vollzogen worden.
1945 wurde eine Population auf der Insel Sri Lanka von Deraniyagala als eigenständige Unterart namens P. m. pimbura beschrieben. Anhand von Färbung, Musterung und Anzahl der Subcaudalia (Schwanzunterseitenschilde) weniger Tiere wies er auf Unterschiede zur Festlandform von P. molurus hin. Jedoch betrachtete bereits Constable 1949 die Unterschiede als nicht ausreichend. Für ihn spiegelten sie eine zu erwartende Variationsbreite von Individuen innerhalb einer Population wider. Seither wurden die Tigerpythons von Sri Lanka nicht mehr ausführlicher morphologisch oder genetisch untersucht. Dennoch findet ihr Unterartstatus heute allgemein keine Unterstützung mehr. Sie werden wieder als Inselpopulation von Python molurus geführt.
Innerhalb der Eigentlichen Pythons sind der Helle und der Dunkle Tigerpython nach einer molekulargenetischen Untersuchung am nächsten mit dem Nördlichen und Südlichen Felsenpython verwandt. Dies geht aus einer neueren molekulargenetischen Untersuchung hervor, die den Nördlichen Felsenpython und den Hellen Tigerpython einschließt.

## Verbreitung

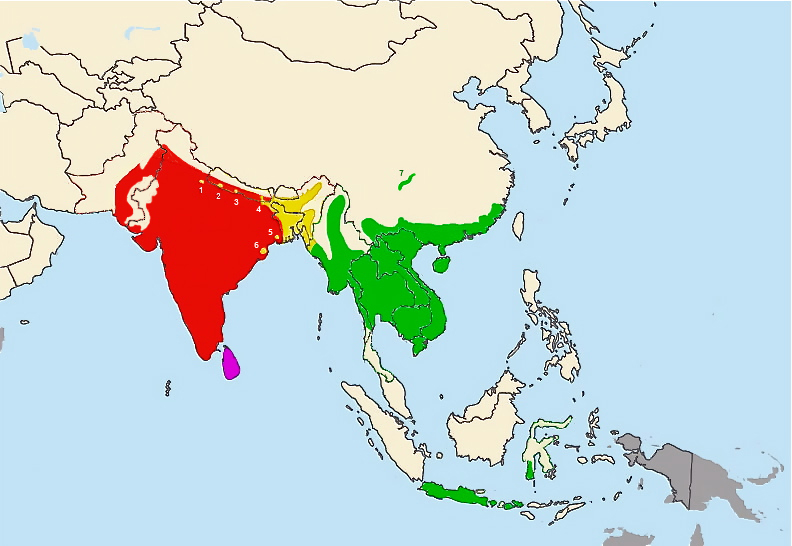
Verbreitungsgebiet des Hellen Tigerpythons (Rot) und des Dunklen Tigerpythons (Grün) und Überschneidungsgebiete (Gelb)

Das Verbreitungsgebiet des Hellen Tigerpythons reicht von Südost-Pakistan über Indien und Sri Lanka bis nach Nepal, Bhutan und Bangladesch.
In Nordost-Indien, Nepal, West-Bhutan, Südwest-Bangladesch und eventuell auch in Nordwest-Burma überschneidet sich die Verbreitung mit dem Dunklen Tigerpython. Sie bewohnen hier benachbarte Lebensräume, an einigen Orten sogar dieselben.

## Lebensraum
Tigerpythons besiedeln ein breites Spektrum von Habitaten, dazu zählen tropischer Regenwald, Bergwald, Nebelwald, Galeriewald, Mangrovenwald, Sumpfland, Grasland, saisonal trockenes Buschland bis hin zu steinigem, sandigem Hügelland. Voraussetzung ist dabei stets Gewässernähe. Die meisten Vorkommen befinden sich unter 200 Meter über Meer.
In Teilen Indiens, wo die beiden Arten sehr nahe nebeneinander existieren, wird der Helle Tigerpython in trockenen Wäldern und in ariden, sandigen Arealen gefunden, während der Dunkle Tigerpython feuchtes, von Fließgewässern durchzogenes Grasland besiedelt. Tigerpythons werden im Gegensatz zu Netzpythons weitgehend als Kulturflüchter beschrieben. In der Nähe und auf landwirtschaftlichen Nutzflächen macht er aber immer wieder Jagd auf Nagetiere. In Indien wurden Individuen wiederholt in Wohngebieten und Stadtgärten aufgegriffen.

## Lebensweise

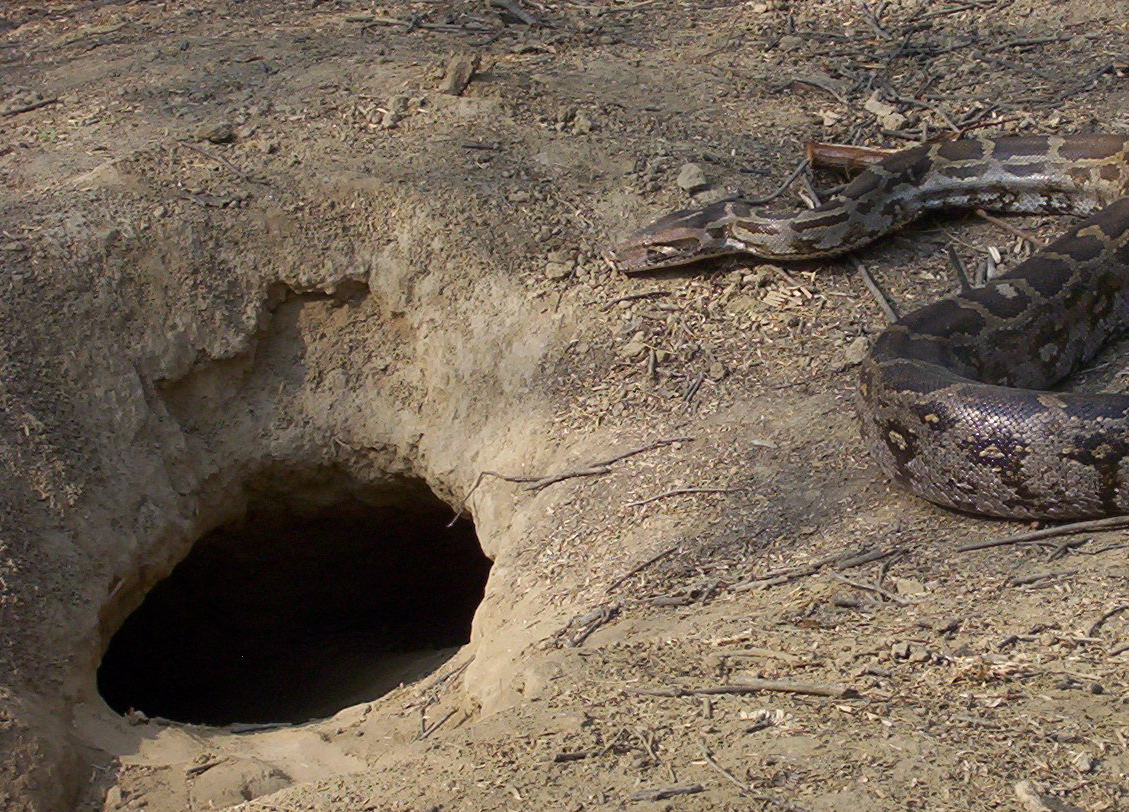
Heller Tigerpython im indischen Keoladeo-Nationalpark vor seiner Höhle

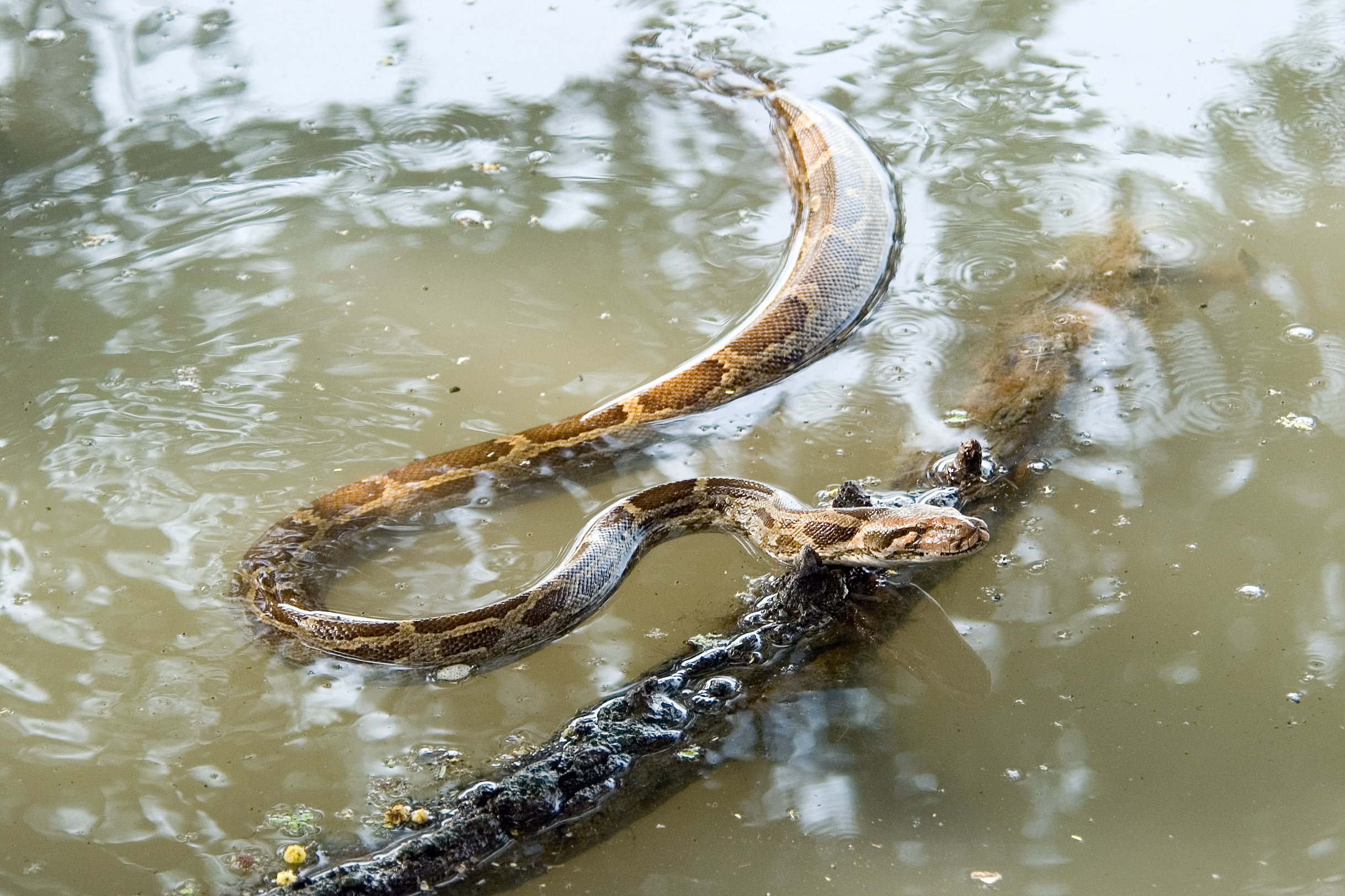
Heller Tigerpython beim Schwimmen

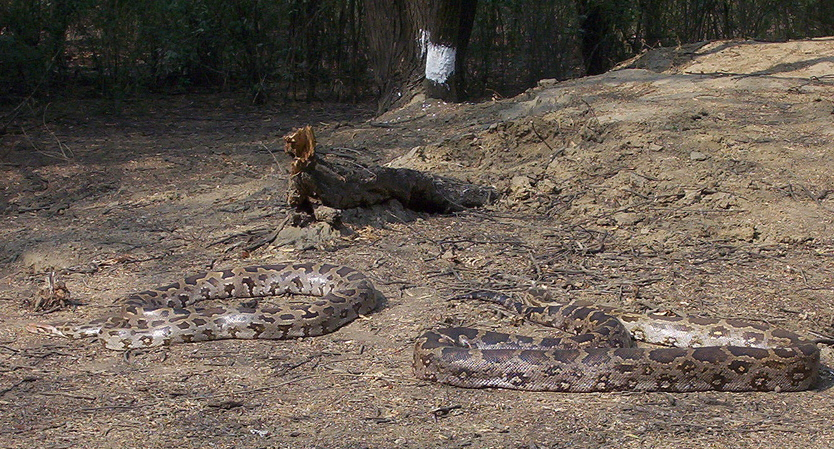
Gelegentlich teilen sich Tigerpythons ihre Verstecke und, wie hier, ihre Sonnungsplätze. (Helle Tigerpythons im Keoladeo-Nationalpark, Indien)

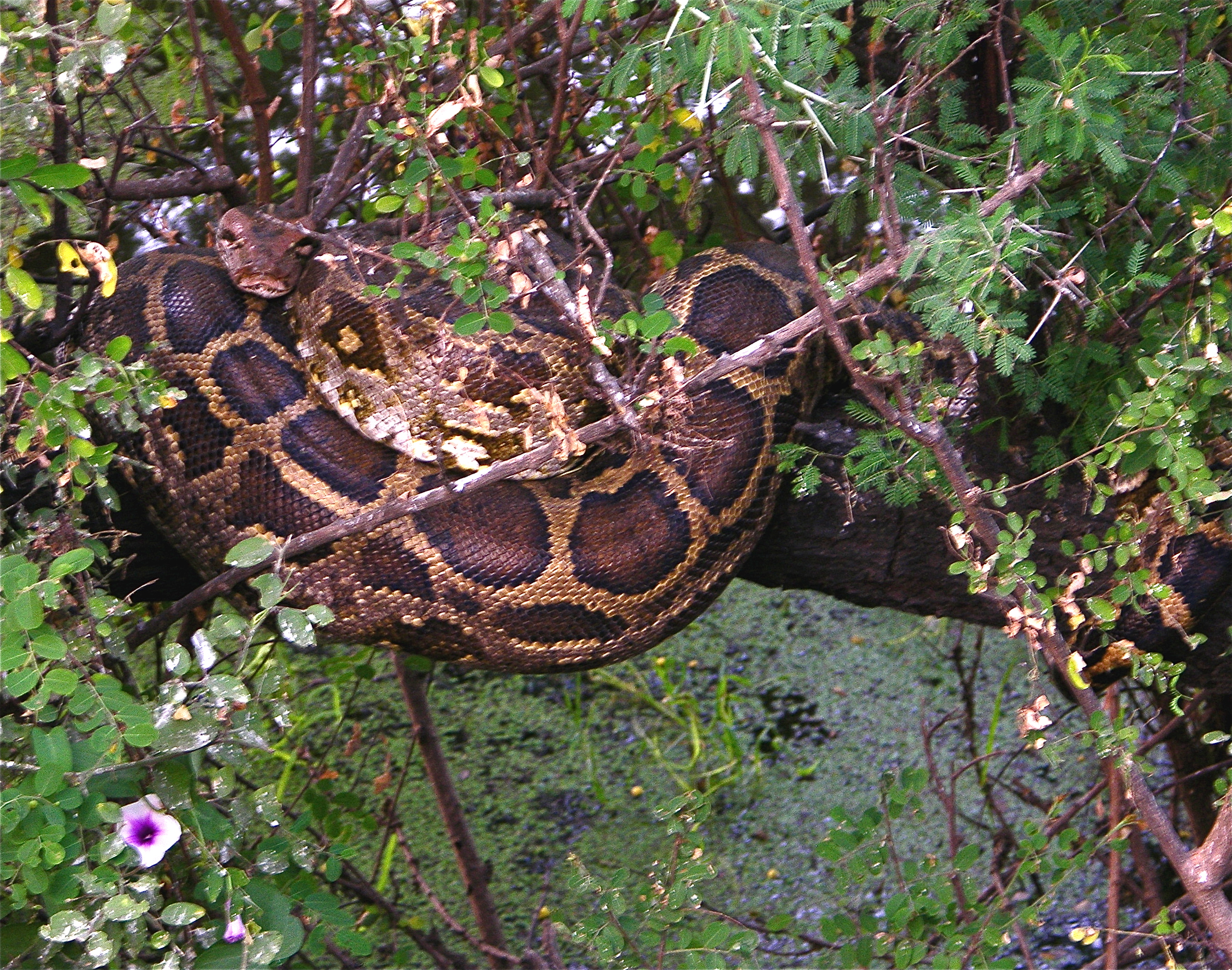
Adulter Heller Tigerpython ruht im Geäst (Keoladeo-Nationalpark, Indien)

### Verhalten
Trotz seines riesigen Verbreitungsgebietes und seiner Häufigkeit in einigen Bereichen des Areals ist über das Verhalten dieses Pythons nur wenig bekannt. Der Tigerpython ist eine vorwiegend bodenbewohnende Schlange, die sich auf dem Untergrund gemächlich und in gerader Linie fortbewegt. Als langsamer, guter Kletterer hält er sich oft auch im Geäst von Büschen und Bäumen auf, um gut getarnt Beute aufzulauern. Die Tiere klettern gelegentlich in erhebliche Höhen, in Südindien wurde beispielsweise ein Heller Tigerpython von 1,5 Meter Gesamtlänge in einer Baumkrone in 15 Meter Höhe beim Verspeisen eines Flughundes beobachtet.
In Bereichen mit Seen, Flüssen und sonstigen Gewässern führen die Schlangen ein semi-aquatisches Leben. Im Wasser bewegen sie sich viel schneller und flinker als an Land. Beim Schwimmen ist ihr Körper mit Ausnahme der Schnauzenspitze vollständig ins Wasser eingetaucht. Oft liegen sie auch stundenlang partiell oder ganz untergetaucht am seichten Ufer. Dabei verharren sie bis zu einer halben Stunde komplett unter Wasser ohne Luft zu holen, oder es ragen nur die Nasenlöcher über die Wasseroberfläche hinaus.
Im Gegensatz zum ebenfalls wasserliebenden Netzpython scheint der Tigerpython das Meer zu meiden.
Ihre bevorzugten Versteck- und Ruheplätze sind Erdhöhlen, Felsspalten, verlassene Säugetierbauten, Termitenhügel, hohle Baumstämme, Mangrovenwurzeldickicht und hohes Gras.
Tigerpythons sind überwiegend dämmerungs- und nachtaktiv. Allerdings hängt die tageszeitliche Aktivität eng mit der Umgebungstemperatur zusammen. In Gebieten mit deutlichen jahreszeitlichen Temperaturunterschieden sucht sie in kühlen und heißen Monaten ein Versteck mit angenehmerem, konstanterem Mikroklima auf.
Eine Untersuchung Heller Tigerpythons im nordwestindischen Keoladeo-Nationalpark zeigte, dass sie sich bevorzugt bei Temperaturen zwischen 20 und 30 °C bewegen. Im Winter von Mitte Dezember bis Ende Januar verlassen sie ihr Versteck nur während der warmen Mittagszeit, um sich in der Nähe für bis zu 6 Stunden zu sonnen. Die Futtersuche unterbleibt meist. Im Frühling zwischen Februar und März, wo das Mikroklima in den Höhlen eigentlich günstiger ist, sind Tigerpythons sowohl am Tag als auch in der Nacht aktiv. Grund dafür ist die Paarungszeit. Ab April bis in den Sommer hinein zeigen sie Aktivitätsmaxima während Sonnenaufgang und Abenddämmerung. Sie meiden die Mittagshitze und die kühle Nacht. Die zunehmende Wärme im Sommer führt zu einer verstärkt nächtlichen Aktivität. Der günstigere Temperaturdurchschnitt in dieser Jahreszeit senkt die Bindung an feste Verstecke und fördert die Wanderschaft. Bei starker Hitze, besonders in Kombination mit niedriger Luftfeuchtigkeit, sinkt die Aktivität wieder. Kühlende Verstecke gewinnen dann an Bedeutung.
In Nordpakistan, Nordindien und Nordburma fallen Tigerpythons über die kühlen Monate in eine Kältestarre, meist von Dezember bis Februar, im südwestlichen Teil von Jammu sogar noch länger. Dabei verringern sie ihren Stoffwechsel erheblich. An Überwinterungsstellen unter Steinen, Laubhaufen oder in Baum- und Erdhöhlen finden sich manchmal mehrere Individuen zusammen.
Auf der Suche nach Beute sind besonders jüngere Tigerpythons aktiv. Dabei liegen zwischen Versteckplatz und Jagdrevier teilweise mehrere Kilometer Distanz. Sehr große Tigerpythons scheinen sich außerhalb der Paarungszeit eher weniger zu bewegen. Sie lassen sich meist in einem idealen, beutereichen Territorium mit gutem Versteckplatz nieder. Über das Sozialverhalten der Art gibt es ebenfalls noch erhebliche Wissenslücken. An verschiedenen Orten Indiens teilen sich mehrere Helle Tigerpythons, teilweise über das ganze Jahr hinweg, ihre Versteckplätze. Im Keoladeo-Nationalpark wurden gleichzeitig schon 12 Individuen in einer Erdhöhle gefunden.
Im Keoladeo-Nationalpark, wo es an hohlen Bäumen, Felsspalten oder sonstigen Verstecken mangelt, ist der Helle Tigerpython auf schützende Erdhöhlen des Indischen Stachelschweines angewiesen. Erstaunlicherweise bewohnen die Pythons die meisten Höhlen zusammen mit Stachelschweinen, obwohl diese Säugetiere normalerweise zur Beute des Tigerpythons gehören. In einer Erdhöhle wurden neben 3 Pythons 5 indische Stachelschweine und 350 Rundblattnasen-Fledermäuse gezählt. Eine mögliche Erklärung für das verträgliche Zusammenleben könnte an der Enge der Höhlen liegen, welche dem Python das Fangen, Erdrosseln und Verschlingen verunmöglicht.

### Nahrung

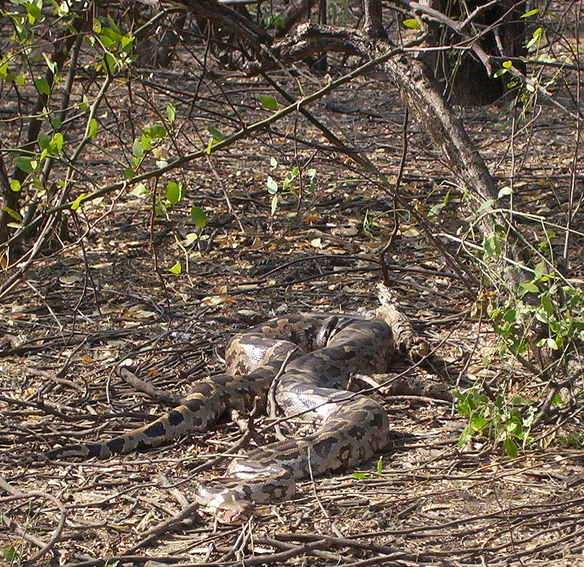
In der Vegetation gut getarnter, auf Beute lauernder Heller Tigerpython (Keoladeo-Nationalpark, Indien)

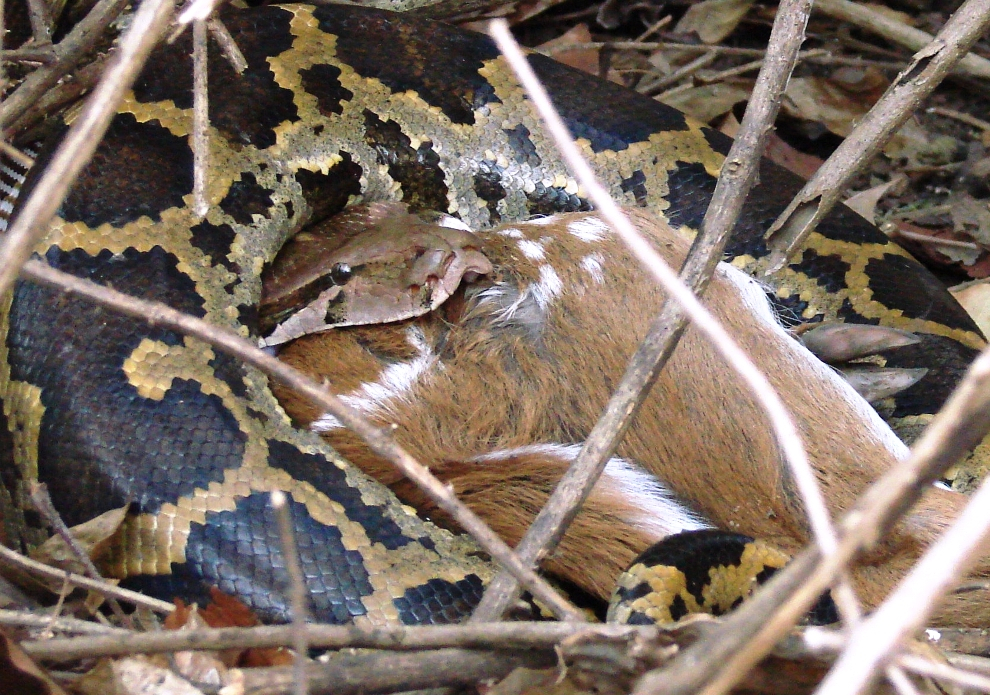
Heller Tigerpython verschlingt Axishirschkitz (Mudumalai-Nationalpark, Nilgiris Distrikt, Indien)

Das Beutespektrum reicht von Säugetieren und Vögeln bis zu wechselwarmen Echsen und Amphibien: Frösche, Kröten, Warane, Fledermäuse, Flughunde, Hirschferkel, Zibetkatzen und zahlreiche Nagetiere werden gefressen. Auch fängt er Wasser-, Stelz- und Hühnervögel. Die Größe des Beutetieres korreliert dabei mit der Größe des Tigerpythons. Von großen Exemplaren ist ausnahmsweise Beute bis zur Größe von kleinen Affen wie junge Hanuman-Languren, Wildschwein-Ferkeln, Goldschakalen, Muntjaks, Indischen Gazellen, halbwüchsigen Schweinshirschen als auch Pferdehirsch- und Axishirsch-Kitzen belegt. Ein Individuum mit 4,5 Meter Gesamtlänge hat beispielsweise einen Schweinshirsch mit 18 Zentimeter langen Hörnern verschlungen. Allzu große Hörner stellen aber ein Verschlinghindernis dar und bergen die Gefahr innerer Verletzungen. Zu den größten und wehrhaftesten nachgewiesenen Beutetieren gehört auch ein Leopard. Im Magen eines gesamthaft 5,4 Meter langen Tigerpythons wurde ein adultes Exemplar mit einer Kopf-Rumpf-Länge von 1,25 Meter gefunden.
Systematische Untersuchungen zur Zusammensetzung des Beutespektrums wurden bisher offenbar nicht veröffentlicht. In der Studie von Bhatt und Choudhury (1993) im Keoladeo-Nationalpark waren offenbar Vögel die Hauptnahrung. Wahrscheinlich ist die Ernährungsweise an das Beuterepertoire des jeweiligen Habitats und an jährliche Fluktuationen durch Nagerwanderungen und Vogelzug adaptiert.
Als Lauerjäger passt er seine Beute bevorzugt aus Verstecken, im Geäst oder im Wasser ab. Hat der Tigerpython ein Beutetier erkannt, bewegt er sich langsam darauf zu und wackelt dabei oftmals arttypisch mit dem Schwanz. Blitzschnell wird dann das Opfer gepackt, umschlungen und im für Würgeschlangen typischen Griff erstickt. Wenn nötig, kann der Würgegriff für mehr als eine Stunde aufrechterhalten werden. Je nach Größe des Beutetieres kann das anschließende Verschlingen mehrere Stunden dauern. Kleine Beute ist oft schon innerhalb einer Woche verdaut.
Der Verdauungstrakt passt sich an die Verdauungsverhältnisse an. So wächst die Dünndarmschleimhaut zwei Tage nach der Fütterung bis auf das Dreifache an. Nach etwa einer Woche schrumpft sie wieder auf ihre Normalgröße zurück. Für den gesamten Verdauungsvorgang werden bis zu 35 % der mit der Beute aufgenommenen Energie benötigt.

### Fortpflanzung

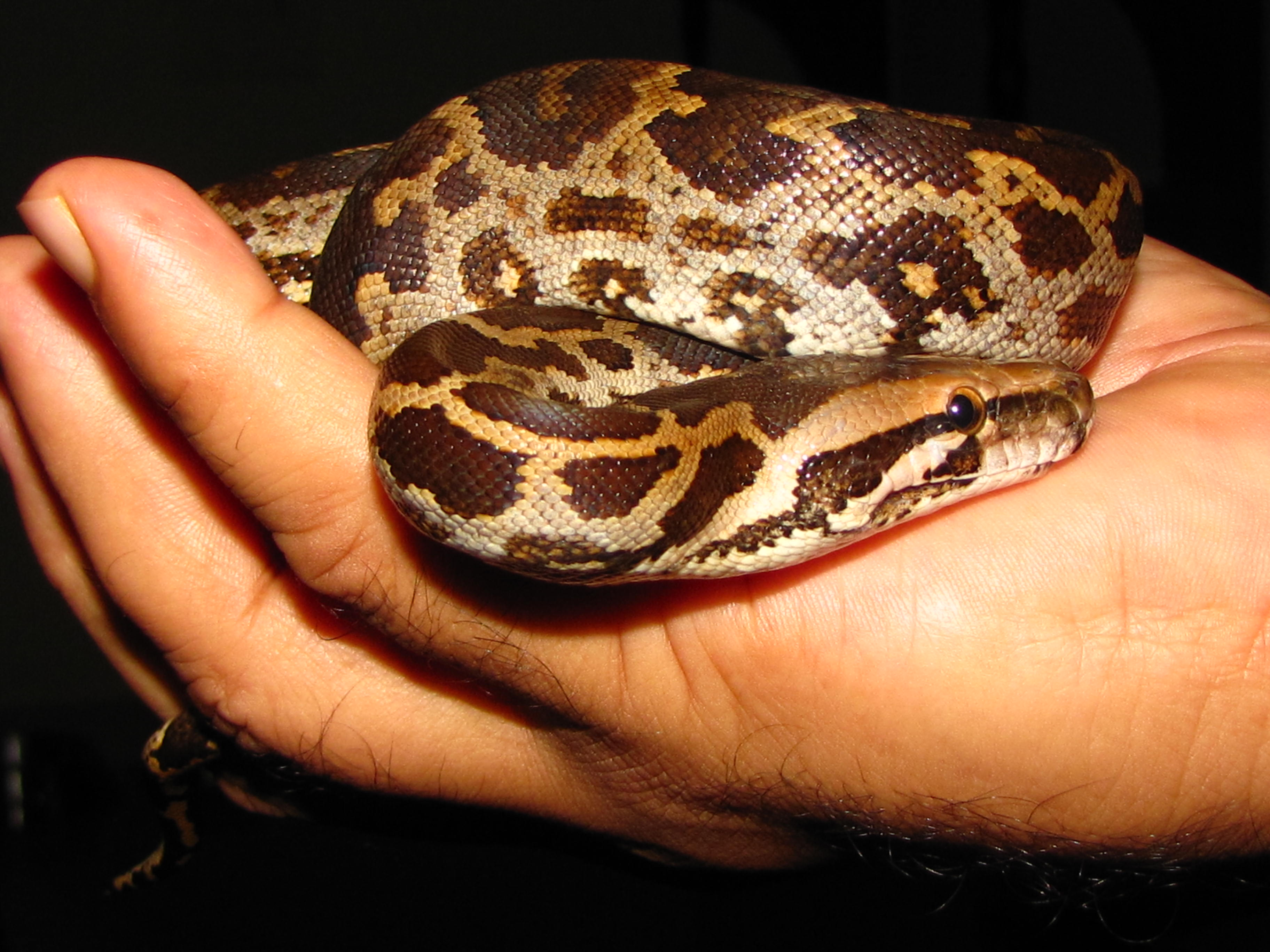
Jungtier des Hellen Tigerpythons

Zur Fortpflanzung im Freiland ist ebenfalls sehr wenig bekannt. In Nordindien finden sich Paare in den kühlen Monaten von Dezember bis Februar in einem gemeinsamen Überwinterungsquartier zusammen. Trotz niedriger Temperaturen und verringertem Stoffwechsel gelingt in dieser Zeit die Paarung. Entlang des Ganges-Beckens wird Balz und Kopulation ebenfalls während der Überwinterung von Ende Dezember bis Mitte Februar beobachtet. Im nordwestindischen Keoladeo-Nationalpark liegt die Paarungszeit Heller Tigerpythons in der zweiten Hälfte der kühlen Saison, von Mitte Februar bis März. In dieser Periode unterbleibt die Nahrungsaufnahme nahezu vollkommen. Die Paarungsbereitschaft des Weibchens wird dem Männchen durch einen braunen, flüssigen Sexuallockstoff (Pheromon) aus der Kloake signalisiert. Nach einer Verfolgungs- und Annäherungszeit kriecht das Männchen über seine Partnerin, drückt seinen Kopf an sie und beginnt sie mit seinen Afterspornen zu kratzen. Das stimulierte Weibchen hebt seinen Schwanz an. Nun kann das Tigerpython-Männchen einen seiner zweigelappten, abgeflachten Hemipenisse in die Kloake des Weibchens einführen. Die Kopulation dauert in Gefangenschaft zwischen zehn Minuten und sieben Stunden und wird in den kommenden Tagen, zum Teil auch über Monate hinweg, mehrfach wiederholt.
Über die Interaktionen zwischen Männchen in der Paarungszeit ist aus der Natur noch nichts bekannt. In Gefangenschaft werden Tigerpython-Männchen in dieser Zeit teilweise territorial und liefern sich mit Nebenbuhlern Kommentkämpfe. Treffen zwei Konkurrenten aufeinander, bezüngeln sie sich anfangs, beginnen sodann nebeneinander her zu kriechen, stellen sich mit dem vorderen Drittel auf, steigen aneinander empor und versuchen den Gegner zu Boden zu drücken. Bleibt eine Unterwerfung aus, kommt es zum heftigen Kratzen mit den Afterspornen und schließlich zu heftigen Beißereien.
In Mittelindien dauert die Trächtigkeit 2 bis 4 Monate. In der Mitte der heißen Saison um den Monat Mai sucht sich das Weibchen einen Eiablageplatz. Dieser Platz besteht aus einem ungestörten Versteck unter einem Haufen aus Ästen und Blättern, einem hohlen Baum, einem Termitenhügel oder einer unbewohnten Höhle. Abhängig von Größe und Verfassung des Weibchens werden durchschnittlich 8 bis 30 Eier gelegt. Aus Nordindien ist ein Rekordgelege von 107 Eiern bekannt. Die weichschaligen, weißen Eier messen 74–125 × 50–66 Millimeter und wiegen 140–270 Gramm. Die zusammenklebenden Eier werden vom Weibchen umringt und beschützt. Durch die Schlingenanordnung wird die Feuchtigkeit und Wärme reguliert. Zudem ist das Tigerpython-Weibchen zum Muskelzittern befähigt. Es erhöht mit diesem Effekt die Temperatur um bis zu 7,3 °C. Das erlaubt das Brüten in kälteren Regionen unter Beibehaltung der optimalen Inkubationstemperatur um 30,5 °C. In der Regel nimmt das Weibchen während der Bebrütungszeit keine Nahrung zu sich und verlässt das Nest nicht.
Frische Eierschalen und frisch geschlüpfte Jungtiere werden im indischen Keoladeo-Nationalpark Ende Juli bis Anfang August gefunden. Danach dauert die Brutzeit etwa 2 Monate. Die frisch geschlüpften, von nun an auf sich allein gestellten Jungtiere besitzen im größten Teil des Verbreitungsgebietes eine Gesamtlänge zwischen 40 und 60 Zentimeter und wiegen 80 bis 150 Gramm. Die Geschlechtsreife erlangen Tigerpythons mit zirka drei Jahren.

### Alter und Lebenserwartung
Angaben zum Durchschnitts- und Maximalalter freilebender Individuen sind unbekannt. Es wird jedoch angenommen, dass Tigerpythons in der Natur unter günstigen Bedingungen mehr als 30 Jahre alt werden. In Gefangenschaft wird ein Durchschnittsalter von 25 Jahren erreicht.

## Natürliche Feinde
Abgesehen vom Menschen hat der Tigerpython besonders in seiner Jugend viele Feinde. Dazu gehören beispielsweise Königskobras, Indische Mungos, Großkatzen wie Tiger und Leoparden, Bären, verschiedene Eulen sowie einige Greifvögel wie der Schwarzmilan. Zu den Nesträubern zählt unter anderem der Bengalenwaran (Varanus bengalensis).

## Gefährdung und Populationsstatus
Die kommerzielle Ausbeutung des Hellen Tigerpythons für die Lederindustrie hat in zahlreichen Ländern seines Verbreitungsgebietes einen signifikanten Populationsrückgang bewirkt. In Indien und Bangladesch war der Tigerpython um 1900 noch häufig und weit verbreitet. Es folgte eine exzessive Bejagung über mehr als ein halbes Jahrhundert, wobei aus Indien jährlich bis 15.000 Häute nach Japan, Europa und in die USA exportiert wurden. In den meisten Gebieten führte das zum massiven Rückgang der Population und an zahlreichen Orten sogar zur kompletten Ausrottung. 1977 wurde der Export in Indien gesetzlich verboten. Der illegale Handel hält aber bis heute an. Gegenwärtig ist der Tigerpython in Indien außerhalb von Schutzgebieten nur noch selten zu finden. In Bangladesch ist er auf wenige Gebiete im Südosten beschränkt.
Bestimmte Volksstämme in Indien und Sri Lanka jagen den Tigerpython des Fleisches wegen. In Indien und auf Sri Lanka wird das Fett äußerlich zur Linderung von Prellungen, Verstauchungen, Brüchen, Rheuma und innerlich gegen Aussatz angewendet.
Ausgedehntes Kahlschlagen von Wäldern, Waldbrände und Bodenerosionen sind in Tigerpythonhabitaten ein zunehmendes Problem. Auch die zunehmende Zersiedelung und Landwirtschaftsausdehnung einer ständig wachsenden Bevölkerung schränkt seinen Lebensraum immer mehr ein. Das alles führt zur Schrumpfung, Isolierung und letztendlich zur Ausrottung einzelner Populationen. Habitatverluste sind in Pakistan, Nepal und Sri Lanka hauptverantwortlich für den Rückgang des Tigerpythons, einen bedeutenden Handel gab es in diesen Ländern nie. Deswegen musste diese Schlange in Pakistan 1990 für bedroht erklärt werden. In Nepal gilt der Tigerpython als gefährdet und ist nur noch im Chitwan-Nationalpark häufig. Auf Sri Lanka beschränkt sich sein Lebensraum zunehmend auf den unberührten Dschungel.
Als unmittelbar bedroht wird der Helle Tigerpython im Anhang I des Washingtoner Artenschutz-Übereinkommens geführt und darf nicht gehandelt werden. Der Tigerpython wird von der IUCN als „gefährdet“ („vulnerable“) eingestuft.

## Tigerpython und Mensch

### Verhalten gegenüber Menschen
Wildlebende Tigerpythons sind normalerweise wenig aggressiv. Werden sie gestört, zischen sie warnend oder kriechen weg und versuchen sich zu verstecken. Erst bei massiver Beunruhigung verteidigen sie sich durch kräftige, schmerzhafte Abwehrbisse. Nur wenige Tiere sind schnell reizbar und gehen von Anfang an zur Abwehr über. Das gilt insbesondere für einzelne Individuen von Sri Lanka. In der Wildnis lebenden Tigerpythons wurde wiederholt nachgesagt, Menschen getötet zu haben. Hauptsächlich unbeaufsichtigte Babys und kleine Kinder sollen im Verbreitungsgebiet Opfer geworden sein. Es gibt jedoch keine seriösen Belege dafür.

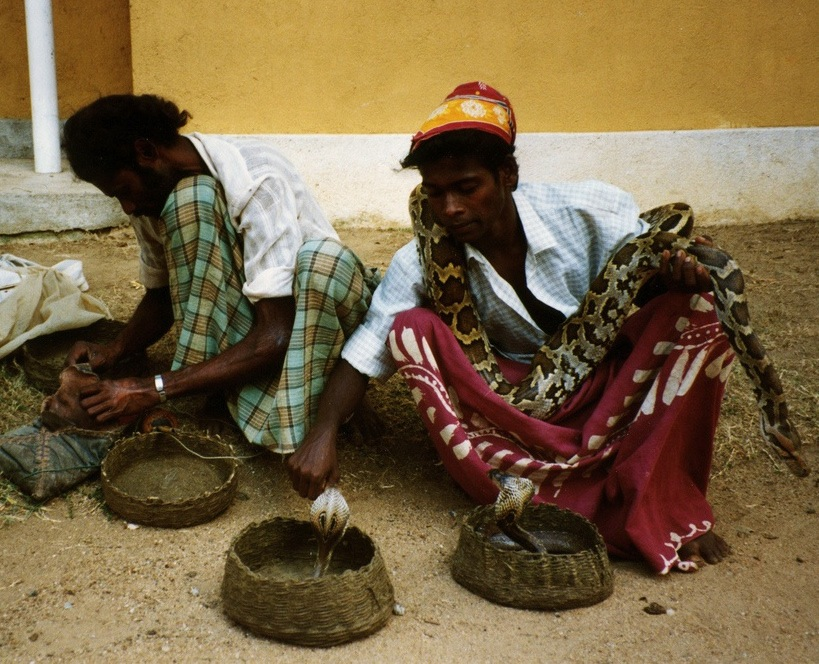
Schlangenbeschwörer in Anuradhapura (Sri Lanka) mit einem Hellen Tigerpython sowie zwei Kobras

### Kulturelles
Bereits in frühen indischen Kulturen nutzten Priesterinnen das ruhige Naturell des Hellen Tigerpythons für den Schlangentanz. Diese Tiere wurden jung gefangen und in Tempeln in stabilen Körben aufgezogen. Durch ständigen Kontakt mit dem Menschen legten sie meist jegliche Bissigkeit ab. Auch die später aufgekommenen zahlreichen ehemaligen indischen Fürstenstaaten hielten an ihren Höfen Tigerpythons als Beschützer der Herrscherfamilie. Im späten 19. und frühen 20. Jahrhundert behängten sich Schlangenbeschwörer und Fakire Indiens ebenfalls gerne mit Tigerpythons. Im heutigen Indien ist Schlangenbeschwören, Besitz oder Töten dieses vom Aussterben bedrohten Pythons verboten. Die Strafe beläuft sich auf eine Buße und bis zu 6 Jahre Gefängnis.
In Europa sind Tigerpythons schon lange populäre Tiere. Seit im Tower of London 1245 eine königliche Kollektion von wilden und gefährlichen Tieren eröffnete, wurden hier immer wieder Tigerpythons aus Indien und Sri Lanka ausgestellt. 1829 gelang hier bereits beinahe die Nachzucht. Im Jardin des Plantes in Paris konnte 1842 anhand eines brütenden Dunklen Tigerpythonweibchens erstmals das Muskelzittern und die daraus resultierende Temperaturerhöhung studiert werden.
Im späten 19. Jahrhundert durften diese imposanten Exoten in Menagerien zahlreicher Schlösser und Parkanlagen nicht fehlen. Lange Zeit dienten diese Pythons auch in Schlangenvorführungen im Zirkus und Varieté als Attraktion.
Gegenwärtig erfreut sich der Tigerpython bei privaten Haltern in Europa und den USA großer Beliebtheit. Auch Hybride zwischen Hellem Tigerpython und Dunklem Tigerpython, Tigerpython und Netzpython, Tigerpython und Königspython sowie Tigerpython und den Felsenpythons sind aus Verpaarungen in Gefangenschaft bekannt.

### Gesetzliche Haltungsvoraussetzungen
Der Helle Tigerpython ist im Anhang A der Europäischen Artenschutzverordnung geführt und darf ohne Genehmigung nicht gehalten werden. Damit Tigerpythons als potenziell gefährliche Wildtiere artgerecht und sachkundig gepflegt werden und keine Gefahr für die Öffentlichkeit darstellen, haben viele Länder zudem gesetzliche Haltungsvoraussetzungen geschaffen.
In der Schweiz gelten laut Tierschutzverordnung von 2008 Mindestanforderungen für die Haltung von Tigerpythons. Das kantonale Veterinäramt stellt Haltebewilligungen aus und führt periodische Kontrollen bei Haltern durch.
In Deutschland gilt in acht Bundesländern ein Gefahrenabwehrrecht für sehr groß werdende Riesenschlangen. Die Haltung von Tigerpythons ist dort genehmigungspflichtig.
In Österreich unterliegt die Tigerpythonhaltung gemäß Tierschutzgesetz von 2004 (§ 25) einer Meldepflicht und der 2. Tierhaltungsverordnung von 2004 Mindestanforderungen. Darüber hinaus herrschen bundeslandspezifische sicherheitspolizeiliche Regelungen. So ist die private Haltung des Dunklen Tigerpythons oder beider Unterarten in gewissen Bundesländern verboten. In anderen gelten teilweise Bewilligungspflichten und stichprobenartige bis periodische Kontrollen.